# Museo delle icone russe
Il Museo delle icone russe è un museo italiano, ospitato all'interno del complesso museale di Palazzo Pitti a Firenze.
È stato inaugurato nel 2022 ed ospita la collezione di 78 icone russe di proprietà delle Gallerie degli Uffizi, già esposte, in tempi recenti, lungo lo scalone della Galleria dell'Accademia.

## Opere
Opere presenti:
- Scuola adriatica del XVI secolo, Adorazione dei Magi, 1550-1599
- Scuola bizantina del secolo XV-XVI, Anima di san Giovanni Battista davanti a Dio, 1490-1510
- Scuola cretese-veneziana del secolo XVI, Madonna col Bambino, santi e profeti, 1500-1549
- Scuola cretese-veneziana, attribuito a Nikolaos Ritzos, Santi Pietro e Paolo, 1450-1499
- Scuola dalmata del XVII secolo, Pietà, 1600-1700
- Scuola russa (Vetka) della prima metà del XIX secolo, Protezione della Madre di Dio, 1800-1850
- Scuola russa (Mosca) del XVII secolo, Santa Caterina di Alessandria, 1693-1694
- Scuola russa del secolo XVIII:
  - Acheropita sostenuta dagli angeli, 1700-1750
  - Arcangelo Michele sul cavallo di fuoco che abbatte l'Anticristo, 1700-1750
  - Natività della Vergine e scene della vita di Gioacchino e Anna, 1700-1750
  - Natività della Vergine, 1700-1750
  - Pietà, 1700-1750
  - Redentore in gloria e santi, 1700-1750
  - Resurrezione con altre "Feste" russe, 1700-1750
  - Resurrezione, 1700-1750
  - San Demetrio di Tessalonica, 1700-1750
  - San Giorgio e la principessa, 1700-1750
  - San Giovanni Battista e due scene della sua vita, 1700-1750
  - San Giovanni milite e quattro scene della sua vita, 1700-1750
  - Trasfigurazione, 1700-1750
- Scuola russa del secondo quarto del secolo XVIII:
  - Abramo visitato dagli angeli o Santa Trinità, 1725-1750
  - Albero di Jesse, 1725-1750
  - Annunciazione, 1725-1750
  - Crocifissione e i frutti della Passione di Cristo, 1725-1750
  - Dormitio Virginis, 1725-1750
  - La visione del sagrestano Juris, con scene delle feste, 1725-1750
  - Madre di Dio Gioia di tutti gli afflitti, 1725-1750
  - Menologio annuale in due tavole: 1) Mesi da settembre a febbraio, 1725-1750
  - Menologio annuale in due tavole: 2) Mesi da marzo a agosto, 1725-1750
  - Morte della Vergine, 1725-1750
  - Natività di Cristo e altre scene della sua infanzia, 1725-1750
  - Resurrezione di Cristo con scene della Passione, 1725-1750
  - San Giovanni Teologo in silenzio, 1725-1750
  - San Spiridione vescovo, 1725-1750
  - Vergine di Kazan, 1700-1750
- Scuola russa del XVIII secolo:
  - Adorazione dei pastori, 1700-1750
  - Annunciazione, 1700-1750
  - Annunciazione, 1700-1750
  - Ascensione, 1700-1750
  - Ascensione, 1700-1750
  - Cavalcata dei Magi; Adorazione dei Magi; Fuga in Egitto, 1700-1750
  - Cristo in gloria tra sette gerarchie di angeli, 1700-1750
  - Dormitio Virginis, 1700-1750
  - Gioacchino e Anna, 1700-1750
  - Madonna del latte, 1700-1750
  - Madonna della Misericordia, 1700-1750
  - Madonna della Misericordia, 1700-1750
  - Madonna della Misericordia, 1700-1750
  - Madonna della Misericordia, 1700-1750
  - Madonna e Bambino incoronati e opere di misericordia (Madre di Dio Gioia di tutti gli afflitti), 1733
  - Madonna in gloria tra arcangeli, profeti e santi, 1700-1750
  - Natività della Vergine, 1700-1750
  - Natività della Vergine, 1700-1750
  - Natività della Vergine, 1700-1750
  - Pantocrator, 1700-1750
  - Pentecoste, 1700-1750
  - Redentore in trono, 1700-1750
  - Resurrezione di Lazzaro, 1700-1750
  - Resurrezione, 1700-1750
  - Salvatore Acheropita, 1730 circa
  - San Demetrio, 1700-1750
  - San Giovanni guerriero e sei scene della sua vita, 1700-1750
  - San Michele, 1700-1750
  - Sette Martiri di Efeso, 1700-1750
  - Trasfigurazione, 1700-1750
  - Trasfigurazione, 1700-1750
  - Vergine assunta e incoronata, 1700-1750
  - Vergine di Vladimir, 1700-1750
- Scuola russa della fine del secolo XVI-inizio XVII, Decollazione di san Giovanni Battista, 1590-1610
- Scuola russa della prima metà del secolo XVIII:
  - Adorazione dei Magi, 1700-1750
  - Annunciazione, 1700-1750
  - Ascensione, 1700-1750
  - Elia nel deserto e scene della sua vita, 1700-1750
  - I sette Martiri di Efeso, 1700-1750
  - I sette Martiri di Efeso, 1700-1750
  - Resurrezione con episodi e figure del Nuovo Testamento, 1700-1750
  - San Nicola da Myra e sei scene della sua vita, 1700-1750
  - San Nicola, 1700-1750
  - Tavolette di una Deesis, 1700-1750
  - Vergine in gloria, il Padre Eterno e santi, 1700-1750
- Scuola russa della seconda metà del secolo XVII, Resurrezione, Discesa agli inferi e sedici scene della vita di Cristo, 1650-1700
- Scuola russa dell'ultimo quarto del XVI secolo, In te si rallegra ogni creatura, 1575-1600
- Vasilij Grjaznov, Madonna di Tichvin, 1728